# Atornoptera discocellularis
Atornoptera discocellularis är en fjärilsart som beskrevs av Sergius G. Kiriakoff 1974. Atornoptera discocellularis ingår i släktet Atornoptera och familjen tandspinnare. Inga underarter finns listade i Catalogue of Life.